# Melitta fulvescenta
Melitta fulvescenta är en biart som beskrevs av Wu 2000. Melitta fulvescenta ingår i släktet blomsterbin, och familjen sommarbin. Inga underarter finns listade i Catalogue of Life.